# Lars Guenther (Fußballspieler)
Lars Guenther (* 13. November 1994 in Bad Homburg vor der Höhe) ist ein deutscher Fußballspieler.

## Karriere
Guenther begann seine Laufbahn im Alter von viereinhalb Jahren in seinem Heimatort Neu-Anspach. Beim JFC 1990 Neu-Anspach sammelte er erste Erfahrungen bis Ende der D-Jugend. 2007 wechselte er dann zum SV Wehen Wiesbaden. Dort spielte er in den jeweiligen Altersklassen. Ab der C-Jugend war er weiterhin Stammspieler der jeweiligen Hessenauswahlen. Während seiner Zeit als U-17-Spieler im Jahre 2011 wurde er in den Kader der U19-Bundesligamannschaft berufen und absolvierte dort noch vier Spiele. Im weiteren Verlauf des Jahres wurde er in den Kader der U-23-Mannschaft des SV Wehen Wiesbaden berufen. Sein erstes Hessenligaspiel absolvierte er mit 16 Jahren am 29. Oktober 2011 beim 5:0-Heimsieg gegen den OSC Vellmar unter Trainer Thomas Brendel. Ab der Saison 2012/13 gehörte er dann auch zum Profikader des SV Wehen Wiesbaden. Sein Drittligadebüt gab Guenther im Alter von 17 Jahren beim Auswärtsspiel am 7. August 2012 gegen den SV Babelsberg 03 (2:2). Im Sommer 2013 wurde der Abwehrspieler dann für ein Jahr an Eintracht Trier in die Regionalliga Südwest verliehen und seit 2015 ist er nur noch im hessischen Amateurbereich aktiv.